# وثيقة سفر للاجئين
|                                               |  |  |
| وثيقة سفر لبنانية و مصرية للاجئين الفلسطينيين |  |  |

وثيقة سفر للاجئين هي وثيقة سفر تمنح للاجئين في بلد غير موطنهم الأصلي بغرض السماح لهم بالسفر وتستخدم في بعض الأحيان كوثيقة إثبات شخصية
تصدر هذه الوثيقة الدول الموقعة على معاهدة 1951 التي ينص البند 28 منها على الدول منح اللاجئين المقيمين على أراضيها وثائق سفر
وثيقة سفر اللاجئين شبيهة بجواز السفر يكتب على غلافها من الخارج عبارتي وثيقة سفر باللغة الأنكليزي والفرنسية و غالباً لغة البلد المصدر للوثيقة

## وصلات خارجية
- Travel documents Passport Canada
- 1951 Convention travel document Images from Passportland.com